# Яманака, Тосио
Тосио Яманака (яп. 山中俊夫) — японский дипломат, посол Японии в Финляндии (1968—1972); ранее — посол Японии в Саудовской Аравии (1966—1968) и посол Японии в Норвегии.

## Биография
В 1939 году окончил Токийский университет и поступил на службу в Министерство иностранных дел Японии, откуда был направлен на работу в Посольство Японии в Великобритании.
Позднее был назначен на должность чрезвычайного и полномочного посла Японии в Норвегии, а с 1966 по 1968 год — посла Японии в Саудовской Аравии.
С 1968 по 1972 год работал в должности чрезвычайного и полномочного посла Японии в Финляндии.
Скончался в период между 2002 и 2005 годом.